# 戴夫·拉廷
戴维·拉廷（英語：David Lattin，1943年12月23日—），美国NBA联盟前职业篮球运动员。他在1967年的NBA选秀中第1轮第10顺位被旧金山勇士选中。畢業於TEXAS WESTERN COLLEGE，且於1965-66為TEXAS WESTERN COLLEGE奪得冠軍。